# ایران‌هراسی
ایران‌هراسی یا ایرانوفوبی (به انگلیسی: Iranophobia) اشاره به احساسات مخالفت یا دشمنی با سیاست‌ها، فرهنگ، جامعه، اقتصاد یا نقش بین‌المللی ایران دارد. همچنین ایران‌هراسی اشاره به بی‌اعتمادی، نفرت، انزجار، حسادت، تبعیض، تعصب، نژادپرستی، کلیشه، ترس یا بیزاری به ایرانیان به عنوان یک گروه نژادی، قومی، زبانی، مذهبی پذیرفته‌شده در سراسر جهان دارد. گسترهٔ ایران‌هراسی می‌تواند از نفرت فردی تا تعقیب و آزار نهادینه‌شده متغیر باشد. همچنین ایران‌هراسی به سیاست‌هایی گفته می‌شود که برمبنای نظریهٔ توطئه برای رسیدن به منافع خاص علیه این کشور با معرفی کردن ایران به عنوان تهدیدی برای کشوری خاص یا در شکل بزرگ‌تر برای صلح بین‌المللی مطرح می‌گردد. گاه ایران‌هراسی با احساسات ضدایرانی همپوشانی دارد. همچنین ممکن است به کتابی با عنوان ایران‌هراسی: منطق یک عقدهٔ روحی اسرائیلی (به انگلیسی: Iranophobia: The Logic of an Israeli Obsession) به نوشتهٔ هاگای رام اشاره نمود.
ایران‌هراسی به عنوان یک سیاست طی سالیان متمادی برای اهداف مختلف به کار گرفته شده‌است. بیشترین استفاده از این سیاست به منظور فروش تسلیحات نظامی به کشورهای خاص صورت پذیرفته‌است. (به‌طور خاص کشورهای عرب حاشیهٔ خلیج فارس) بدست آوردن آمادگی‌های لازم برای حمله یا اشغال ایران به منظور جلوگیری کردن از رسیدن این کشور به فناوری و علوم پیشرفته، خصوصاً تولید و استفاده از انرژی هسته‌ای یا توانایی‌های نظامی.

## پیش‌زمینه
بیشترین موارد ایران‌هراسی به منظور بد معرفی کردن این کشور با عناوینی مانند کشور بی‌فرهنگ، محور شرارت، بزرگ‌ترین حامی تروریست در جهان، کشوری که نفرت را در دنیا اشاعه می‌دهد، ایران بزرگ‌ترین تهدید برای همسایگانش، ایران تهدیدی برای صلح‌جهانی، اتهام به ایران برای طراحی توطئه به منظور نسل‌کشی یهودیان در آینده، و موارد مشابه دیگر پیگیری شده‌است.
اهداف این بستهٔ سیاستی شامل موارد ذیل گردیده اما محدود به این موارد نمی‌باشد:
- فروش سلاح به همسایگان این کشور. برای مثال یک تحقیق علمی نشان می‌دهد در پی سیاست ایران‌هراسی، فروش سلاح توسط ایالات متحدهٔ آمریکا به کشورهای متحد آن کشور در منطقهٔ اطراف ایران در سال ۲۰۱۱ میلادی ۳۰۰ درصد افزایش داشته‌است.[۱۱]
- اعزام نیروهای نظامی به منطقه برای تسلط کامل بر منابع انرژی در کشورهای همسایهٔ ایران، جایی که بیش از ۴۰٪ ذخایر انرژی فسیلی دنیا از جمله نفت و گاز را در خود جای داده‌است.[۱۲]
- تحریک و ترغیب یا اجبار به تغییر بافت جمعیتی، رسم‌الخط، زبان و رسوم مذهبی مناطقی که پیش‌تر جزء خاک ایران بوده‌اند، مانند سیاست ایرانی‌زدایی بحرین توسط امپراتوری بریتانیا، تغییر رسم‌الخط، زبان و مراسم مذهبی در کشورهای جدا شده از ایران و تحت سلطهٔ اتحاد جماهیر شوروی
- انحراف افکار عمومی اعراب از جنگ اعراب و اسرائیل و تشکیل یک جبههٔ نوین و شکل دادن به مفهوم جنگ اعراب و ایران.[۱۳]
- متوقف کردن ایران برای تبدیل شدن به یک مدل موفق برای انقلاب کشورهای اسلامی همپیمان کشورهای غربی.[۱۴][۱۵][۱۶]
- توجیه افکار عمومی کشورهای دنیا برای انجام اعمال غیرقانونی و خارج از قوانین جهانی مانند تحریم‌های یکجانبه، ترور دانشمندان ایرانی، حملات الکترونیکی و اینترنتی، نقض هوایی کشور و نهایتاً حمله و اشغال کشور.[۱۷][۱۸][۱۹][۲۰]

## تبلیغات سیاسی
در سال‌های اخیر، ایران‌هراسی موضوع محدودهٔ بیشتری از تبلیغات رسانه‌ای شامل سینما بوده، که محققاً قادر به اعمال قوی‌تر در دست‌کاری نظریات مخاطبان می‌باشد. میزان قابل ملاحظه‌ای تبلیغات سیاسی یا پروپاگاندا علیه ایران وجود دارد که هدف بیشتر آن‌ها نشان دادن وجهه‌ای شیطانی از ایرانیان هستند، برخی از این تلاش‌ها در محیط اینترنت توسط توزیع گسترده رایانامه، شبکه‌های اجتماعی و تارنماها صورت می‌گیرد و برخی دیگر در رسانه‌های دیگر بر اساس موارد دروغ، یا تحریف شده، یا موضوعات تخیلی حضور دارند. برخی از فیلم‌های ساخته شده با مفهومات ضدایرانی و تلاش‌های دیگر شامل موارد زیر می‌باشند:
- ۳۰۰[۲۱]
- آرگو
- بدون دخترم هرگز[۲۲]
- خبر تحریف شده خبرگزاری رویترز مبنی بر پرورش زنان تروریست توسط ایران[۲۳][۲۴]
- تحریف در ترجمه‌های خبری یا مصاحبه با ایرانی‌ها؛

محمود احمدی‌نژاد در آبان ماه ۱۳۸۴ در همایش «جهان بدون صهیونیسم» گفت:   امام با سخنان حکیمانهٔ خود فرمودند رژیم اشغالگر قدس باید از صحنهٔ روزگار و از روی نقشهٔ جهان محو شود و ما نیز تأکید می‌کنیم: مسئلهٔ فلسطین مسئله‌ای نیست که با دستیابی به یک سرزمین محدود قابل سازش باشد چرا که کسی نمی‌تواند اجازه دهد دشمن در قلب جبههٔ خودی حضور و پرورش یابد.
بنا به گزارش سازمان فر (Fair)، هرچند این یک جمله دشمنانه بوده اما به هیچ وجه معنی پاک کردن این کشور از صفحه نقشه با توسل به زور را نمی‌دهد، و در ادامه این سازمان نسبت به این نوع ترجمه و تکرار این ترجمه غلط در بیش از ۸٬۵۰۰ بار توسط خبرگزاری‌های اصلی غربی انتقاد می‌نماید. این در حالی‌ست که این ترجمهٔ غلط دستاویزی برای شیطانی بودن ایرانیان و مقایسهٔ ایشان با سربازان حزب نازی آلمان نزد مردم دنیا قرار گرفت.

## موارد عینی

### شلیک به دو هندی، به ظنّ ایرانی بودن
در ماه فوریهٔ ۲۰۱۷، آدام پرینتون، ۵۱ ساله ساکن ایالت کانزاس، وارد میکده‌ای در اولات واقع در این ایالت شد و در حالی که فریاد می‌زد از کشور من بیرون برید آغاز به تیراندازی به افرادی کرد که به ظن او شهروندان ایرانی بودند. در نتیجهٔ این تیراندازی یک تبعهٔ هندی کشته و دیگری مجروح شد. یک شهروندِ ایالات متحده نیز که تلاش در متوقف کردن مهاجم داشت مجروح شد. قربانیان مورد هدف در واقع اتباع هندیِ استخدام شده به‌دستِ «شرکت فناوری گارمین» بودند و مدرک کارشناسی ارشدِ خود را در ایالات متحده دریافت کرده بود. یکی از شهروندانِ هندی در پیِ جراحات درگذشت و دیگری در روز بعد از بیمارستان مرخص شد. این حمله را با انگیزه‌های نژادی هم دانسته‌اند.